# Wu Lei
Wu Lei (武磊S, Wǔ LěiP; Nanchino, 19 novembre 1991) è un calciatore cinese, attaccante dello Shanghai Haigang e della nazionale cinese.
È il primatista di presenze e di reti dello Shanghai Haigang. Detiene inoltre il record di più giovane giocatore ad aver esordito nel calcio cinese professionistico, avendolo fatto a soli 14 anni e 287 giorni.

## Biografia
Nato a Nanchino, appartiene al gruppo etnico Hui.

## Caratteristiche tecniche
Gioca come ala destra, ma può agire su entrambe le fasce, o da punta centrale. In possesso di un'ottima velocità, fa della tecnica individuale e del suo rapido dribbling le sue armi principali, abile finalizzatore.

## Carriera

### Club

#### Cina (2006-2019)
Wu Lei ha incominciato la sua carriera calcistica nello Shanghai SIPG, esordendo ufficialmente in prima squadra il 2 settembre 2006 in una partita di terza divisione cinese, persa per 5-3 contro lo Yunnan Lijiang Dongba, rendendolo anche il giocatore più giovane di sempre a giocare il calcio professionistico cinese a 14 anni e 287 giorni. Ha aiutato il suo club a vincere il titolo di terzo livello e anche la promozione al secondo livello alla fine della stagione 2007. Il 30 agosto 2008 ha segnato il suo primo gol con lo Shangai SIPG, nella vittoria per 2-0 contro il Qingdao Hailifeng. Questo ha fatto di lui il secondo più giovane goleador del calcio cinese a 16 anni e 289 giorni, a soli 47 giorni dal record di Cao Yunding.
Wu ha segnato una tripletta il 2 giugno 2013 in una vittoria per 6-1 contro lo Shanghai Shenxin, diventando il secondo giocatore più giovane a segnare una tripletta nella massima serie cinese. Ha segnato la sua seconda tripletta della stagione il 18 agosto successivo, nella partita vinta per 3-2 contro il Tianjin Teda. Il 31 luglio 2016, Wu è diventato il primo calciatore cinese in oltre due anni a segnare una tripletta nella Super League cinese in un 3-3 contro Guangzhou R & F. Nel novembre 2018 vince con la sua società la Chinese Super League.

#### Espanyol (2019-2022)
Il 28 gennaio 2019 firma con l'Espanyol. Sei giorni dopo esordisce contro il Villarreal.

#### Ritorno in Cina (2022-)
L'11 agosto 2022 fa ritorno allo Shanghai Haigang.

### Nazionale
Wu è stato convocato per la nazionale cinese Under 20 nel 2009 e ha segnato nove gol in cinque partite durante le partite di qualificazione del campionato AFC U-19 del 2010. Viene successivamente convocato nella nazionale cinese per il Campionato di calcio dell'Asia orientale 2010, facendo il suo esordio il 14 febbraio 2010 nella partita vinta per 2-0 contro Hong Kong. Diversi mesi dopo è tornato nella squadra nazionale under 20 per il campionato AFC U-19 2010, dove ha giocato quattro partite segnando due gol. Il 28 luglio 2013 ha segnato la sua prima rete in nazionale, nella partita vinta per 4-3 contro l'Australia valida per la Coppa dell'Asia orientale 2013.
Ha partecipato alla Coppa d'Asia nel 2015.
Sotto la guida di Marcello Lippi diventa leader tecnico della selezione asiatica, venendo poi convocato per la Coppa d'Asia del 2019; in quest'ultima ha segnato una doppietta nel 3-0 contro le Filippine al primo turno, rivelatasi decisiva ai fini del passaggio del turno (con una giornata d'anticipo) della Cina.

## Statistiche

### Presenze e reti nei club
Statistiche aggiornate al 15 dicembre 2024.
| Stagione             | Squadra              | Campionato           | Campionato | Campionato | Coppe nazionali | Coppe nazionali | Coppe nazionali | Coppe continentali | Coppe continentali | Coppe continentali | Altre coppe | Altre coppe | Altre coppe | Totale | Totale |
| Stagione             | Squadra              | Comp                 | Pres       | Reti       | Comp            | Pres            | Reti            | Comp               | Pres               | Reti               | Comp        | Pres        | Reti        | Pres   | Reti   |
| -------------------- | -------------------- | -------------------- | ---------- | ---------- | --------------- | --------------- | --------------- | ------------------ | ------------------ | ------------------ | ----------- | ----------- | ----------- | ------ | ------ |
| 2008                 | Shanghai SIPG        | CLO                  | 24         | 4          | -               | -               | -               | -                  | -                  | -                  | -           | -           | -           | 24     | 4      |
| 2009                 | Shanghai SIPG        | CLO                  | 22         | 6          | -               | -               | -               | -                  | -                  | -                  | -           | -           | -           | 22     | 6      |
| 2010                 | Shanghai SIPG        | CLO                  | 23         | 10         | -               | -               | -               | -                  | -                  | -                  | -           | -           | -           | 23     | 10     |
| 2011                 | Shanghai SIPG        | CLO                  | 25         | 12         | CC              | 2               | 0               | -                  | -                  | -                  | -           | -           | -           | 27     | 12     |
| 2012                 | Shanghai SIPG        | CLO                  | 30         | 17         | CC              | 0               | 0               | -                  | -                  | -                  | -           | -           | -           | 30     | 17     |
| 2013                 | Shanghai SIPG        | CSL                  | 27         | 15         | CC              | 0               | 0               | -                  | -                  | -                  | -           | -           | -           | 27     | 15     |
| 2014                 | Shanghai SIPG        | CSL                  | 28         | 12         | CC              | 0               | 0               | -                  | -                  | -                  | -           | -           | -           | 28     | 12     |
| 2015                 | Shanghai SIPG        | CSL                  | 30         | 14         | CC              | 3               | 2               | -                  | -                  | -                  | -           | -           | -           | 33     | 16     |
| 2016                 | Shanghai SIPG        | CSL                  | 30         | 14         | CC              | 2               | 1               | ACL                | 10                 | 7                  | -           | -           | -           | 42     | 22     |
| 2017                 | Shanghai SIPG        | CSL                  | 28         | 20         | CC              | 6               | 1               | ACL                | 13                 | 5                  | -           | -           | -           | 47     | 26     |
| 2018                 | Shanghai SIPG        | CSL                  | 29         | 27         | CC              | 4               | 1               | ACL                | 8                  | 1                  | -           | -           | -           | 41     | 29     |
| gen.-giu. 2019       | Espanyol             | PD                   | 16         | 3          | CR              | 0               | 0               | -                  | -                  | -                  | -           | -           | -           | 16     | 3      |
| 2019-2020            | Espanyol             | PD                   | 33         | 4          | CR              | 3               | 2               | UEL                | 13                 | 2                  | -           | -           | -           | 49     | 8      |
| 2020-2021            | Espanyol             | SD                   | 31         | 2          | CR              | 3               | 1               | -                  | -                  | -                  | -           | -           | -           | 34     | 3      |
| 2021-2022            | Espanyol             | PD                   | 23         | 1          | CR              | 4               | 1               | -                  | -                  | -                  | -           | -           | -           | 27     | 2      |
| Totale Espanyol      | Totale Espanyol      | Totale Espanyol      | 93         | 10         |                 | 10              | 4               |                    | 13                 | 2                  |             | -           | -           | 126    | 16     |
| ago.-dic. 2022       | Shanghai Port        | CSL                  | 12         | 11         | CC              | 4               | 2               | ACL                | 0                  | 0                  | -           | -           | -           | 16     | 13     |
| 2023                 | Shanghai Port        | CSL                  | 30         | 19         | CC              | 1               | 0               | ACL                | 1                  | 0                  | -           | -           | -           | 32     | 19     |
| 2024                 | Shanghai Port        | CSL                  | 30         | 34         | CC              | 3               | 3               | ACLE               | 2                  | 1                  | SC          | 1           | 0           | 36     | 38     |
| Totale Shanghai SIPG | Totale Shanghai SIPG | Totale Shanghai SIPG | 368        | 215        |                 | 25              | 10              |                    | 34                 | 14                 |             | 1           | 0           | 428    | 239    |
| Totale carriera      | Totale carriera      | Totale carriera      | 461        | 225        |                 | 35              | 14              |                    | 47                 | 16                 |             | 1           | 0           | 544    | 255    |

### Cronologia presenze e reti in nazionale
| Cronologia completa delle presenze e delle reti in nazionale ― Cina | Cronologia completa delle presenze e delle reti in nazionale ― Cina | Cronologia completa delle presenze e delle reti in nazionale ― Cina | Cronologia completa delle presenze e delle reti in nazionale ― Cina | Cronologia completa delle presenze e delle reti in nazionale ― Cina | Cronologia completa delle presenze e delle reti in nazionale ― Cina | Cronologia completa delle presenze e delle reti in nazionale ― Cina | Cronologia completa delle presenze e delle reti in nazionale ― Cina |
| Data                                                                | Città                                                               | In casa                                                             | Risultato                                                           | Ospiti                                                              | Competizione                                                        | Reti                                                                | Note                                                                |
| ------------------------------------------------------------------- | ------------------------------------------------------------------- | ------------------------------------------------------------------- | ------------------------------------------------------------------- | ------------------------------------------------------------------- | ------------------------------------------------------------------- | ------------------------------------------------------------------- | ------------------------------------------------------------------- |
| 14-2-2010                                                           | Tokyo                                                               | Hong Kong                                                           | 0 – 2                                                               | Cina                                                                | Coppa dell'Asia orientale 2010 - Fase Finale                        | -                                                                   | 57’                                                                 |
| 6-6-2013                                                            | Canton                                                              | Cina                                                                | 1 – 2                                                               | Uzbekistan                                                          | Amichevole                                                          | -                                                                   | 46’                                                                 |
| 11-6-2013                                                           | Pechino                                                             | Cina                                                                | 0 – 2                                                               | Paesi Bassi                                                         | Amichevole                                                          | -                                                                   | 86’                                                                 |
| 15-6-2013                                                           | Hefei                                                               | Cina                                                                | 1 – 5                                                               | Thailandia                                                          | Amichevole                                                          | -                                                                   |                                                                     |
| 24-7-2013                                                           | Hwaseong                                                            | Corea del Sud                                                       | 0 – 0                                                               | Cina                                                                | Coppa dell'Asia orientale 2013 - Fase Finale                        | -                                                                   | 58’                                                                 |
| 28-7-2013                                                           | Seul                                                                | Australia                                                           | 3 – 4                                                               | Cina                                                                | Coppa dell'Asia orientale 2013 - Fase Finale                        | 1                                                                   |                                                                     |
| 6-9-2013                                                            | Tientsin                                                            | Cina                                                                | 6 – 1                                                               | Singapore                                                           | Amichevole                                                          | -                                                                   | 67’                                                                 |
| 10-9-2013                                                           | Pechino                                                             | Cina                                                                | 2 – 0                                                               | Malaysia                                                            | Amichevole                                                          | -                                                                   |                                                                     |
| 15-10-2013                                                          | Giacarta                                                            | Indonesia                                                           | 1 – 1                                                               | Cina                                                                | Qual. Coppa d'Asia 2015                                             | -                                                                   |                                                                     |
| 15-11-2013                                                          | Xi'an                                                               | Cina                                                                | 1 – 0                                                               | Indonesia                                                           | Qual. Coppa d'Asia 2015                                             | 1                                                                   |                                                                     |
| 19-11-2013                                                          | Xi'an                                                               | Cina                                                                | 0 – 0                                                               | Arabia Saudita                                                      | Qual. Coppa d'Asia 2015                                             | -                                                                   | 69’                                                                 |
| 5-3-2014                                                            | Sharja                                                              | Iraq                                                                | 3 – 1                                                               | Cina                                                                | Qual. Coppa d'Asia 2015                                             | -                                                                   | 63’ 71’                                                             |
| 22-6-2014                                                           | Shenyang                                                            | Cina                                                                | 0 – 0                                                               | Macedonia                                                           | Amichevole                                                          | -                                                                   | 65’                                                                 |
| 29-6-2014                                                           | Shenzhen                                                            | Cina                                                                | 1 – 3                                                               | Mali                                                                | Amichevole                                                          | -                                                                   | 58’                                                                 |
| 4-9-2014                                                            | Anshan                                                              | Cina                                                                | 3 – 1                                                               | Kuwait                                                              | Amichevole                                                          | 1                                                                   |                                                                     |
| 9-9-2014                                                            | Harbin                                                              | Cina                                                                | 1 – 1                                                               | Giordania                                                           | Amichevole                                                          | -                                                                   |                                                                     |
| 10-10-2014                                                          | Wuhan                                                               | Cina                                                                | 3 – 0                                                               | Thailandia                                                          | Amichevole                                                          | -                                                                   |                                                                     |
| 14-10-2014                                                          | Changsha                                                            | Cina                                                                | 2 – 1                                                               | Paraguay                                                            | Amichevole                                                          | 1                                                                   | 77’                                                                 |
| 14-11-2014                                                          | Nanchang                                                            | Cina                                                                | 1 – 1                                                               | Nuova Zelanda                                                       | Amichevole                                                          | -                                                                   |                                                                     |
| 18-11-2014                                                          | Xi'an                                                               | Cina                                                                | 0 – 0                                                               | Honduras                                                            | Amichevole                                                          | -                                                                   |                                                                     |
| 13-12-2014                                                          | Shenzhen                                                            | Cina                                                                | 4 – 0                                                               | Kirghizistan                                                        | Amichevole                                                          | 1                                                                   |                                                                     |
| 17-12-2014                                                          | Shenzhen                                                            | Cina                                                                | 2 – 0                                                               | Kirghizistan                                                        | Amichevole                                                          | -                                                                   |                                                                     |
| 21-12-2014                                                          | Chenzhou                                                            | Cina                                                                | 0 – 0                                                               | Palestina                                                           | Amichevole                                                          | -                                                                   |                                                                     |
| 3-1-2015                                                            | Penrith                                                             | Cina                                                                | 4 – 0                                                               | Oman                                                                | Amichevole                                                          | 1                                                                   | 70’                                                                 |
| 10-1-2015                                                           | Brisbane                                                            | Arabia Saudita                                                      | 0 – 1                                                               | Cina                                                                | Coppa d'Asia 2015 - 1º turno                                        | -                                                                   |                                                                     |
| 14-1-2015                                                           | Brisbane                                                            | Cina                                                                | 2 – 1                                                               | Uzbekistan                                                          | Coppa d'Asia 2015 - 1º turno                                        | -                                                                   |                                                                     |
| 22-1-2015                                                           | Brisbane                                                            | Cina                                                                | 0 – 2                                                               | Australia                                                           | Coppa d'Asia 2015 - Quarti di finale                                | -                                                                   |                                                                     |
| 27-3-2015                                                           | Changsha                                                            | Cina                                                                | 2 – 2                                                               | Haiti                                                               | Amichevole                                                          | -                                                                   | 81’                                                                 |
| 31-3-2015                                                           | Nanchino                                                            | Cina                                                                | 1 – 1                                                               | Tunisia                                                             | Amichevole                                                          | -                                                                   | 77’                                                                 |
| 16-6-2015                                                           | Thimphu                                                             | Bhutan                                                              | 0 – 6                                                               | Cina                                                                | Qual. Mondiali 2018                                                 | 1                                                                   |                                                                     |
| 2-8-2015                                                            | Wuhan                                                               | Cina                                                                | 0 – 2                                                               | Corea del Sud                                                       | Coppa dell'Asia orientale 2015 - 1º girone                          | -                                                                   |                                                                     |
| 9-8-2015                                                            | Wuhan                                                               | Cina                                                                | 1 – 1                                                               | Giappone                                                            | Coppa dell'Asia orientale 2015 - 1º girone                          | 1                                                                   |                                                                     |
| 3-9-2015                                                            | Shenzhen                                                            | Cina                                                                | 0 – 0                                                               | Hong Kong                                                           | Qual. Mondiali 2018                                                 | -                                                                   |                                                                     |
| 8-10-2015                                                           | Doha                                                                | Qatar                                                               | 1 – 0                                                               | Cina                                                                | Qual. Mondiali 2018                                                 | -                                                                   | 71’                                                                 |
| 17-11-2015                                                          | Hong Kong                                                           | Hong Kong                                                           | 0 – 0                                                               | Cina                                                                | Qual. Mondiali 2018                                                 | -                                                                   | 81’                                                                 |
| 24-3-2016                                                           | Wuhan                                                               | Cina                                                                | 4 – 0                                                               | Maldive                                                             | Qual. Mondiali 2018                                                 | -                                                                   | 64’                                                                 |
| 29-3-2016                                                           | Taiyuan                                                             | Cina                                                                | 2 – 0                                                               | Qatar                                                               | Qual. Mondiali 2018                                                 | 1                                                                   |                                                                     |
| 7-6-2016                                                            | Dalian                                                              | Cina                                                                | 1 – 1                                                               | Kazakistan                                                          | Amichevole                                                          | -                                                                   | 69’                                                                 |
| 1-9-2016                                                            | Seul                                                                | Corea del Sud                                                       | 3 – 2                                                               | Cina                                                                | Qual. Mondiali 2018                                                 | -                                                                   |                                                                     |
| 6-9-2016                                                            | Shenyang                                                            | Cina                                                                | 0 – 0                                                               | Iran                                                                | Qual. Mondiali 2018                                                 | -                                                                   |                                                                     |
| 6-10-2016                                                           | Xi'an                                                               | Cina                                                                | 0 – 1                                                               | Siria                                                               | Qual. Mondiali 2018                                                 | -                                                                   | 57’                                                                 |
| 11-10-2016                                                          | Tashkent                                                            | Uzbekistan                                                          | 2 – 0                                                               | Cina                                                                | Qual. Mondiali 2018                                                 | -                                                                   |                                                                     |
| 15-11-2016                                                          | Kunming                                                             | Cina                                                                | 0 – 0                                                               | Qatar                                                               | Qual. Mondiali 2018                                                 | -                                                                   | 64’                                                                 |
| 23-3-2017                                                           | Changsha                                                            | Cina                                                                | 1 – 0                                                               | Corea del Sud                                                       | Qual. Mondiali 2018                                                 | -                                                                   | 46’                                                                 |
| 28-3-2017                                                           | Teheran                                                             | Iran                                                                | 1 – 0                                                               | Cina                                                                | Qual. Mondiali 2018                                                 | -                                                                   | 46’                                                                 |
| 7-6-2017                                                            | Canton                                                              | Cina                                                                | 8 – 1                                                               | Filippine                                                           | Amichevole                                                          | -                                                                   | 46’                                                                 |
| 13-6-2017                                                           | Malacca                                                             | Siria                                                               | 2 – 2                                                               | Cina                                                                | Qual. Mondiali 2018                                                 | -                                                                   |                                                                     |
| 31-8-2017                                                           | Wuhan                                                               | Cina                                                                | 1 – 0                                                               | Uzbekistan                                                          | Qual. Mondiali 2018                                                 | -                                                                   |                                                                     |
| 5-9-2017                                                            | Doha                                                                | Qatar                                                               | 1 – 2                                                               | Cina                                                                | Qual. Mondiali 2018                                                 | 1                                                                   | 56’                                                                 |
| 10-11-2017                                                          | Canton                                                              | Cina                                                                | 0 – 2                                                               | Serbia                                                              | Amichevole                                                          | -                                                                   |                                                                     |
| 14-11-2017                                                          | Chongqing                                                           | Cina                                                                | 0 – 4                                                               | Colombia                                                            | Amichevole                                                          | -                                                                   |                                                                     |
| 22-3-2018                                                           | Nanchino                                                            | Cina                                                                | 0 – 6                                                               | Galles                                                              | Amichevole                                                          | -                                                                   |                                                                     |
| 26-3-2018                                                           | Nanchino                                                            | Cina                                                                | 1 – 4                                                               | Rep. Ceca                                                           | Amichevole                                                          | -                                                                   | 63’                                                                 |
| 26-5-2018                                                           | Nanchino                                                            | Cina                                                                | 0 – 0                                                               | Birmania                                                            | Amichevole                                                          | 1                                                                   |                                                                     |
| 2-6-2018                                                            | Bangkok                                                             | Thailandia                                                          | 0 – 2                                                               | Cina                                                                | Amichevole                                                          | 2                                                                   | 87’ 90+2’                                                           |
| 7-9-2018                                                            | Doha                                                                | Qatar                                                               | 1 – 0                                                               | Cina                                                                | Amichevole                                                          | -                                                                   |                                                                     |
| 10-9-2018                                                           | Riffa                                                               | Bahamas                                                             | 0 – 0                                                               | Cina                                                                | Amichevole                                                          | -                                                                   |                                                                     |
| 13-10-2018                                                          | Suzhou                                                              | Cina                                                                | 0 – 0                                                               | Indonesia                                                           | Amichevole                                                          | -                                                                   |                                                                     |
| 16-10-2018                                                          | Nanchino                                                            | Cina                                                                | 2 – 0                                                               | Siria                                                               | Amichevole                                                          | 1                                                                   |                                                                     |
| 20-11-2018                                                          | Haikou                                                              | Cina                                                                | 1 – 1                                                               | Palestina                                                           | Amichevole                                                          | -                                                                   |                                                                     |
| 24-12-2018                                                          | Doha                                                                | Iraq                                                                | 2 – 1                                                               | Cina                                                                | Amichevole                                                          | 1                                                                   |                                                                     |
| 28-12-2018                                                          | Doha                                                                | Giordania                                                           | 1 – 1                                                               | Cina                                                                | Amichevole                                                          | -                                                                   |                                                                     |
| 7-1-2019                                                            | al-'Ayn                                                             | Cina                                                                | 2 – 1                                                               | Kirghizistan                                                        | Coppa d'Asia 2019 - 1º turno                                        | -                                                                   |                                                                     |
| 11-1-2019                                                           | Abu Dhabi                                                           | Filippine                                                           | 0 – 3                                                               | Cina                                                                | Coppa d'Asia 2019 - 1º turno                                        | 2                                                                   |                                                                     |
| 20-1-2019                                                           | al-'Ayn                                                             | Thailandia                                                          | 1 – 2                                                               | Cina                                                                | Coppa d'Asia 2019 - Ottavi di finale                                | -                                                                   |                                                                     |
| 24-1-2019                                                           | Abu Dhabi                                                           | Cina                                                                | 0 – 3                                                               | Iran                                                                | Coppa d'Asia 2019 - Quarti di finale                                | -                                                                   | 75’                                                                 |
| 10-9-2019                                                           | Male                                                                | Maldive                                                             | 0 – 5                                                               | Cina                                                                | Qual. Mondiali 2022                                                 | 1                                                                   |                                                                     |
| 10-10-2019                                                          | Canton                                                              | Cina                                                                | 7 – 0                                                               | Guam                                                                | Qual. Mondiali 2022                                                 | 1                                                                   | 58’                                                                 |
| 15-10-2019                                                          | Bacolod City                                                        | Filippine                                                           | 0 – 0                                                               | Cina                                                                | Qual. Mondiali 2022                                                 | -                                                                   |                                                                     |
| 14-11-2019                                                          | Dubai                                                               | Siria                                                               | 2 – 1                                                               | Cina                                                                | Qual. Mondiali 2022                                                 | 1                                                                   |                                                                     |
| 30-5-2021                                                           | Suzhou                                                              | Guam                                                                | 0 – 7                                                               | Cina                                                                | Qual. Mondiali 2022                                                 | 2                                                                   | 63’                                                                 |
| 7-6-2021                                                            | Sharjah                                                             | Cina                                                                | 2 – 0                                                               | Filippine                                                           | Qual. Mondiali 2022                                                 | 1                                                                   | 87’                                                                 |
| 11-6-2021                                                           | Sharjah                                                             | Cina                                                                | 5 – 0                                                               | Maldive                                                             | Qual. Mondiali 2022                                                 | 1                                                                   | 46’                                                                 |
| 15-6-2021                                                           | Sharjah                                                             | Cina                                                                | 3 – 1                                                               | Siria                                                               | Qual. Mondiali 2022                                                 | 1                                                                   | 82’                                                                 |
| 2-9-2021                                                            | Doha                                                                | Australia                                                           | 3 – 0                                                               | Cina                                                                | Qual. Mondiali 2022                                                 | -                                                                   |                                                                     |
| 7-9-2021                                                            | Doha                                                                | Cina                                                                | 0 – 1                                                               | Giappone                                                            | Qual. Mondiali 2022                                                 | -                                                                   |                                                                     |
| 6-10-2021                                                           | Sharjah                                                             | Cina                                                                | 3 – 2                                                               | Vietnam                                                             | Qual. Mondiali 2022                                                 | 2                                                                   |                                                                     |
| 12-10-2021                                                          | Gedda                                                               | Arabia Saudita                                                      | 3 – 2                                                               | Cina                                                                | Qual. Mondiali 2022                                                 | -                                                                   |                                                                     |
| 11-11-2022                                                          | Sharjah                                                             | Cina                                                                | 1 – 1                                                               | Oman                                                                | Qual. Mondiali 2022                                                 | 1                                                                   |                                                                     |
| 16-11-2021                                                          | Sharjah                                                             | Cina                                                                | 1 – 1                                                               | Australia                                                           | Qual. Mondiali 2022                                                 | 1                                                                   | 71’                                                                 |
| 27-1-2022                                                           | Saitama                                                             | Giappone                                                            | 2 – 0                                                               | Cina                                                                | Qual. Mondiali 2022                                                 | -                                                                   | 35’ 89’                                                             |
| 1-2-2022                                                            | Hanoi                                                               | Vietnam                                                             | 3 – 1                                                               | Cina                                                                | Qual. Mondiali 2022                                                 | -                                                                   | 67’                                                                 |
| 23-3-2023                                                           | Auckland                                                            | Nuova Zelanda                                                       | 0 – 0                                                               | Cina                                                                | Amichevole                                                          | -                                                                   | 78’                                                                 |
| 26-3-2023                                                           | Wellington                                                          | Nuova Zelanda                                                       | 2 – 1                                                               | Cina                                                                | Amichevole                                                          | -                                                                   |                                                                     |
| 16-6-2023                                                           | Dalian                                                              | Cina                                                                | 4 – 0                                                               | Birmania                                                            | Amichevole                                                          | 2                                                                   |                                                                     |
| 20-6-2023                                                           | Dalian                                                              | Cina                                                                | 2 – 0                                                               | Palestina                                                           | Amichevole                                                          | 1                                                                   |                                                                     |
| 9-9-2023                                                            | Chengdu                                                             | Cina                                                                | 1 – 1                                                               | Malaysia                                                            | Amichevole                                                          | -                                                                   |                                                                     |
| 12-9-2023                                                           | Chengdu                                                             | Cina                                                                | 0 – 1                                                               | Siria                                                               | Amichevole                                                          | -                                                                   |                                                                     |
| 10-10-2023                                                          | Dalian                                                              | Cina                                                                | 2 – 0                                                               | Vietnam                                                             | Amichevole                                                          | 1                                                                   |                                                                     |
| 16-10-2023                                                          | Dalian                                                              | Cina                                                                | 1 – 2                                                               | Uzbekistan                                                          | Amichevole                                                          | -                                                                   | 72’                                                                 |
| 16-11-2023                                                          | Bangkok                                                             | Thailandia                                                          | 1 – 2                                                               | Cina                                                                | Qual. Mondiali 2026                                                 | 1                                                                   |                                                                     |
| 21-11-2023                                                          | Shenzhen                                                            | Cina                                                                | 0 – 3                                                               | Corea del Sud                                                       | Qual. Mondiali 2026                                                 | -                                                                   | 67’ 71’                                                             |
| 29-12-2023                                                          | Abu Dhabi                                                           | Oman                                                                | 2 – 0                                                               | Cina                                                                | Amichevole                                                          | -                                                                   | 46’                                                                 |
| 1-1-2024                                                            | Abu Dhabi                                                           | Hong Kong                                                           | 2 – 1                                                               | Cina                                                                | Amichevole                                                          | -                                                                   | 46’                                                                 |
| 14-1-2024                                                           | Doha                                                                | Cina                                                                | 0 – 0                                                               | Tagikistan                                                          | Coppa d'Asia 2023 - 1º turno                                        | -                                                                   | 73’                                                                 |
| 17-1-2024                                                           | Doha                                                                | Libano                                                              | 0 – 0                                                               | Cina                                                                | Coppa d'Asia 2023 - 1º turno                                        | -                                                                   | 66’                                                                 |
| 22-1-2024                                                           | Doha                                                                | Qatar                                                               | 1 – 0                                                               | Cina                                                                | Coppa d'Asia 2023 - 1º turno                                        | -                                                                   | 67’                                                                 |
| 21-3-2024                                                           | Kallang                                                             | Singapore                                                           | 2 – 2                                                               | Cina                                                                | Qual. Mondiali 2026                                                 | 2                                                                   |                                                                     |
| 26-3-2024                                                           | Tientsin                                                            | Cina                                                                | 4 – 1                                                               | Singapore                                                           | Qual. Mondiali 2026                                                 | 2                                                                   | 68’                                                                 |
| 11-6-2024                                                           | Seul                                                                | Corea del Sud                                                       | 1 – 0                                                               | Cina                                                                | Qual. Mondiali 2026                                                 | -                                                                   | 69’                                                                 |
| 5-9-2024                                                            | Saitama                                                             | Giappone                                                            | 7 – 0                                                               | Cina                                                                | Qual. Mondiali 2026                                                 | -                                                                   | cap. 61’                                                            |
| 10-9-2024                                                           | Dalian                                                              | Cina                                                                | 1 – 2                                                               | Arabia Saudita                                                      | Qual. Mondiali 2026                                                 | -                                                                   | cap. 70’                                                            |
| Totale                                                              |                                                                     | Presenze (15º posto)                                                | 101                                                                 |                                                                     | Reti (2º posto)                                                     | 38                                                                  |                                                                     |

## Palmarès

### Club

#### Competizioni nazionali
- China League Two: 1

Shanghai SIPG: 2007
- China League One: 1

Shanghai SIPG: 2012
- Campionato cinese: 3

Shanghai SIPG: 2018, 2023, 2024
- Segunda División: 1

Espanyol: 2020-2021
- Coppa di Cina: 1

Shanghai Haigang: 2024

### Individuale
- Capocannoniere del campionato cinese: 2

2018 (27 reti), 2024 (34 gol)
- Squadra maschile AFC del decennio 2011-2020 IFFHS: 1

2020